# تومين (الصين)
تومين هي مدينة على مستوى مقاطعة، في الصين، تقع في يانبيان، بلغ عدد سكانها 128,212 نسمة وذلك حسب إحصائيات سنة 2010، تبلغ مساحتها 1,146.6 كيلومتر مربع، رمزها البريدي هو 133100.